# تپه نرقشلاق سفلی
تپه نرقشلاق سفلی مربوط به دوره اشکانیان است و در شهرستان بیله‌سوار، بخش مرکزی، دهستان انجیرلو، روستای نرقشلاق واقع شده و این اثر در تاریخ ۱۲ دی ۱۳۸۶ با شمارهٔ ثبت ۲۰۴۱۸ به‌عنوان یکی از آثار ملی ایران به ثبت رسیده است.